# Mithra (Mahoutsukai no yakusoku - Promise of wizard)
Mithra (ミスラ?, Misura) è uno dei personaggi principali del videogioco giapponese per dispositivi mobili Mahoutsukai no yakusoku - Promise of wizard, dei manga/anime da esso tratto e delle altre opere derivate.

## Descrizione
(Mithra)
Mithra è un bel giovane dal forte sex appeal. È tanto riconosciuto per la sua bellezza quanto temuto per il suo potere e l'indole selvaggia.  Paragonato ad una bestia, è un mago del Nord potente e pericoloso, capace di manipolare i corpi dei defunti. La sua forza è tale da livellare istantaneamente una montagna o distruggere metà di una città capitale, ed è seconda solo a quella di Oz, che Mithra desidera uccidere per usurpargli il titolo di mago più potente al mondo. È uno dei Maghi del Saggio, o Maghi Scelti, obbligati a combattere periodicamente contro la luna, che una volta all'anno si abbatte sul mondo minacciandone la fine e prendendo il nome di Grande Calamità. Il ragazzo soffre d'insonnia, la sua "afflizione" — ferita dell'anima, inferta dall'astro, troppo vicino nell'ultima battaglia — che lo rende costantemente stanco e spesso di cattivo umore. Mithra è un uomo apatico, indifferente e capriccioso, impulsivo e per nulla moderato. È inoltre distratto, e rimuove dalla memoria tutte le persone da cui si separa, tant'è che chiede ad Akira di fare qualcosa che possa imprimere il Saggio nei suoi ricordi.

## Creazione e sviluppo
Mithra è tra i primi personaggi ad essere stati creati, in quanto asso e volto di uno dei cinque Paesi. All'inizio, era molto più un gentiluomo. Doveva apparire come un assassino impassibile, ma è risultato più bestiale di quanto Tsushimi Bunta, responsabile della sceneggiatura, pensasse. Non avendo, Bunta, scelta, se non mostrare tale aspetto all'arrivo del personaggio nella sala del Castello di Granvelle, probabilmente quello ha finito col sembrare dotato di cattive maniere. Parlando di Mithra, Tsushimi ha confidato la difficoltà circa la conciliazione tra il lato pericoloso e quello affascinante dei maghi del Nord, ed ha paragonato il loro rapporto con il Saggio alla relazione tra il manager di un minimarket ed immotivati lavoratori part-time, potenzialmente spaventosi e che bisogna attenzionare, benché, in realtà, eseguano gli ordini abbastanza bene.

## Storia

### Passato
Nato presso il Lago della Morte, da bambino Mithra lavorava come traghettatore di cadaveri, che portava al cimitero in barca. Il suo era un mestiere generalmente disprezzato, ma a lui piaceva la tranquillità del lago e dei defunti. Egli non aveva alcuno, viveva sulla Terra dei Morti insieme ai resti di coloro che non c'erano più. All'epoca non conosceva la sua natura magica, tant'è che chiese ad un'abitante del villaggio vicino se fosse sua madre, ricevendo però una risposta negativa da parte della donna, la quale gli rivelò che lui esisteva da tre generazioni. Mithra scoprì di essere un mago quando incontrò la potente strega Chiretta, che lo avrebbe allevato insegnandoli ad usare la magia ed a vivere. Ella non capiva perché il ragazzino servisse gli umani, ma lui non lo faceva perché si sentiva costretto, quanto per assenza di altro da fare.

### Storia principale

#### 1
I Maghi Scelti hanno appena combattuto la Grande Calamità. Avendo portato a termine quanto gli è stato chiesto, Mithra lascia freddamente Faust in fin di vita, dopo aver annunciato ad un irritato Oz che un giorno lo avrebbe ucciso per strappargli il titolo di mago più potente al mondo.
Durante la festa che segue la parata del Saggio ed i suoi Maghi, al Castello di Granvelle nel Regno Centrale, gli insulti del Capitano della Divisione di Scienza Magica Nicholas innervosiscono i maghi, quando l'arrivo inaspettato di Mithra terrorizza i presenti: Oz lo ha quasi ucciso per costringere, in seguito alle richieste di Akira, Arthur, Cain e Riquet, lui e gli altri maghi del Nord a collaborare, ed infondere ergo fiducia negli umani. Rutile riconosce in Mithra l'amico della madre, che glielo presentò quando era ancora incinta di Mitile; quel giovane promise a Rutile, allora bambino, che lo avrebbe sempre protetto. Tuttavia, quando il mago del Sud cerca conferma, Mithra non solo sembra non ricordare, ma si dimostra disinteressato tanto da non lasciargli specificare il nome e quindi l'identità della mamma.
Un bambino ha accettato di nascondere nel suo stomaco un gioiello per Mithra, il quale in cambio gli permetterà di tenerlo. Guardando il Tobikageri prendere il cielo, il ragazzo sfida a stupirlo il Saggio, che intanto, insieme a Murr, Shylock, Rustica e Chloe, ha scoperto che qualcuno ha utilizzato la Pietra di Luna al Castello dell'Eclissi Lunare per compiere un rituale che tentasse di evocare la Grande Calamità. Akira, Snow e White chiedono l'aiuto di Mithra per salvare la capitale del Regno Centrale dall'imminente resurrezione dei morti, ma invano: egli non ha alcuno d'importante da proteggere, i suoi legami con gli altri maghi, spiegano i due gemelli, sono stati deboli; era legato alla strega Chiretta, la quale però si è trasformata in pietra. Snow e White arrivano inoltre a spiegare a Mithra che Rutile e Mitile sono i figli di Chiretta, ricordandogli quando è stato invitato al compleanno del più grande. Il giovane, sconvolto, va subito a cercare i fratelli del Sud per mantenere la promessa, strappata al potente mago da una madre morente, e non perdere la sua magia. Trovati, attacca prima infastidito Mitile, poi quasi uccide Rutile, che si è rifiutato di consegnargli il bambino – sofferente e destinato a morire – con lo stomaco reso gonfio dal misterioso gioiello ed ha sollecitato Mitile e Riquet a fuggire. Tuttavia, a proteggere Rutile arriva il vero Mithra, svelando l'inganno dell'impostore, il quale, per niente deluso dalla celeberrima potenza del mago del Nord, assume il suo reale aspetto, presentandosi con il nome di Nova. Mithra invita ad allontanarsi Rutile, che, dapprima arrabbiato per l'indifferenza mostrata dal ragazzo, il quale ammette tranquillamente che non voleva promettere nulla, gli chiede perdono capendo che anche lui, a modo suo, pensava alla madre, dopo che Mithra gli spiega che Chiretta aveva detto che sarebbe morta, quando le promise che avrebbe protetto i suoi figli la donna sembrava felice, e tale probabilmente lui voleva renderla prima che morisse. Con Rutile al sicuro, Mithra non ha più preoccupazioni; affiancato da Bradley e Nero, accorsi in seguito alle suppliche di Mitile e Riquet di salvare il fratello del primo dal presunto Mithra, e successivamente Owen, combatte contro Nova, che lascia sprofondare nell'incandescente camera magmatica di un vulcano attivo, attraverso un portale che richiude prima che il nemico riveli la sua identità.
Nell'epilogo, il Saggio ed i maghi non conoscono ancora quale sia l'"afflizione" di Mithra, quando questi colloca il principio della sua insonnia all'ultima battaglia contro la Grande Calamità, ispirando Arthur ad associare il problema alla ferita subita dalla luna.

#### 1.5
Nella Foresta dei Sogni, Mithra e Bradley trovano un uomo privo di sensi. Rinvenuto, quest'ultimo spiega di essersi imbattuto in una strega terrificante ed addirittura più forte, insinua l'umano senza sapere di avere difronte costui, del celebre Mithra. Irritato, il mago intende sfidare quella donna, ma quando la trova presso l'albero Signore della Foresta, dove Mithra e Bradley hanno raggiunto Owen, Snow e White avendo udito il rombo di un tuono, ingaggia una lite con Owen per il ruolo di avversario della strega, la quale intanto fugge. Per proteggere la loro reputazione, i maghi del Nord, che, in cinque, si sono lasciati scappare la donna per un alterco, concordano di non riportare nulla al maniero.
Mithra rivede Violet — così si chiama la strega — dopo che questa, Scarlett, Cyan e Viridian sono penetrate nel Castello di Granvelle con lo scopo di liberare la quinta sorella, Aureolin, catturata da Oz e relegata alla prigione. Finalmente, il potente mago del Nord combatte contro quella donna, rimanendo tuttavia deluso dalla forza dell'opponente, fin quando non viene distratto dalla presenza di Rutile sul balcone del palazzo. In seguito, Violet evoca il Leviatano, il dottor Figaro chiede a Mithra di aprire una porta nello spazio per allontanare la creatura dal castello e riportarla in mare, dove, dirigendosi col primogenito di Chiretta, costringe Mithra a seguirlo per proteggere il secondo. Tornato momentaneamente al palazzo per recuperare gli ingredienti del medico utili a sigillare il Leviatano, il ragazzo del Nord si reca ancora al mare per finire la bestia: intrappolata dal cerchio magico realizzato sull'acqua da Arthur con la preziosa spada appartenuta al primo sovrano nonché fondatore del Regno Centrale, la creatura viene congelata e distrutta da Mithra, dinnanzi agli occhi dell'ammirante Principe.

#### 2
Mithra offre delle Pietre di Mana a Rutile e Mitile, per accrescere la loro forza; ma, mentre il più piccolo si dimostra entusiasta, il primogenito di Chiretta, avendo assistito al funerale della madre, rifiuta di mangiare quello che resta di un mago o una strega morta. Mithra vuole costringerlo, tuttavia Bradley s'intromette per difendere i fratelli meridionali.

In seguito, il giovane dai capelli rossi raggiunge lui, Snow e White, in missione nel Paese del Nord, e Bradley lo convince a sfogare la sua frustrazione incontrando la strega Eva, la quale, però, non è felice di rivederlo a causa di un trascorso misterioso alla sua residenza, dove Mithra e Chiretta le avevano fatto visita. Da Eva, i quattro maghi apprendono che qualcosa di né vivo, né morto respira sulla sommersa Isola di Adams, al largo della costa dell'Isola di Borda, in Occidente, ragion per cui partono per la destinazione citata. Tuttavia, non ricordando, il ragazzo, esattamente la sua posizione, la porta nello spazio di Mithra li conduce presso un teatro abbandonato. Qui, in difesa della strega Silves il potente mago affronta un automa fatto di ossa, ma, contrariamente ad ogni previsione, non riesce ad abbatterlo subito, con sorpresa e ragionevole paura degli altri, che ergo intuiscono la straordinaria forza del nemico.

Mithra e Bradley seguono la creatura in un corso d'acqua sotterraneo, per poi dividersi al Nord, dove il primo arriva in tempo per proteggere dalla bambola ossea il gruppo di Heathcliff e Shino, che gli chiede di salvare Faust e Nero, vicini alla morte. Gli automi rispondono ad un frammento dell'anima di Murr, che invita i maghi in una nuova residenza, un maniero Occidentale, ed anche Mithra, che naturalmente non si lascia minacciare dalla scorta di scheletri, è costretto ad accettare dalla presenza dei feriti, nonché dalla probabilità che, in un combattimento, gli altri finirebbero per trasformarsi in pietra. Precede, tuttavia, il frammento di Murr, il quale ha il compito di riunire tutti i Maghi Scelti, nell'incontro con il Saggio, che, ascoltando quanto accaduto, chiede al rosso di portarli alla villa, e, successivamente, di andare a prendere Rutile, utile a supportare il dottor Figaro nelle cure.

Nonostante il violento approccio, Mithra e gli altri maghi del Nord si lasciano sedurre dalle lusinghe del Paese Occidentale, e, nella cerimonia d'incoronazione di Liliana, come gli altri Maghi del Saggio benedicono la nuova Regina, dietro le cui sembianze si nasconde la strega Zara, talmente abile che neppure Mithra ed Oz ne percepiscono la presenza.
Mithra cede al consenziente Mitile la pregiata pietra di una potente strega da lui uccisa, ma, essendo, quella, troppo forte per il ragazzino, rischia di dominarlo e, addirittura, portarlo alla morte. Mithra veglia su di lui, assicurandosi che superi la notte.
I maghi del Nord vengono convocati dalla magia di Oz: un mostro che produce miasmi sta piegando la città di Cortes; i maghi del Sud sono impegnati a fronteggiare la crisi, ragion per cui Mithra non esita ad offrire il suo aiuto. Dopo aver portato in salvo l'equipaggio di una nave da guerra volante costruita dalla tecnologia magica dell'Ovest, cerca i figli di Chiretta. Rutile è gravemente ferito, ergo, dopo averlo portato da Faust, Mithra va a prendere Figaro.

In un'operazione collettiva dei Maghi del Saggio, i ragazzi del Nord congelano l'Halitus Mortifer, per impedirgli di diffondere miasmi e permettere a Cain di distruggere la pietra nell'addome del mostro.
La notte, al maniero Centrale, dove Mithra e gli altri hanno fatto ritorno, il mago del Nord viene improvvisamente chiamato magicamente nella stanza di un Oz insanguinato e dormiente per fronteggiare Nova ed i suoi maghi artificiali, che assediano la residenza per rubare il Calice del Giudizio, con cui Akira ha evocato i nuovi Maghi del Saggio.

## Magia
Manipolatore di cadaveri, da bambino Mithra ha violato la magia proibita tentando di resuscitare una creatura di cui il Lago della Morte aveva restituito le ossa; e nonostante allora la sua trasgressione lo abbia quasi condotto alla morte, il ragazzo pensa ancora di poter riportare, un giorno, in vita quella bestia. Gli piace usare incantesimi regionali, che coinvolgono ossa di creature magiche, fossili antichi o bestie essiccate. È abile anche ad aprire varchi dimensionali per il teletrasporto, considerato una magia avanzata, ed a predire il futuro, mentre non è molto bravo con la magia della memoria, come egli stesso sostiene quando, dovendo cancellare il ricordo che Akira ha di quanto accidentalmente ascoltato sull'accordo per sigillare Oz, asserisce che potrebbe rovinare la mente del Saggio; inoltre, Figaro si offre di sostituire Mithra nell'uso della magia per aiutare Akira a memorizzare l'ordine dei ritratti dei maghi. La formula dell'uomo coi capelli rossi è «Arsim» (アルシム?, Arushimu), mentre il suo strumento magico è il Teschio di Cristallo appartenuto a Chiretta, da lei ereditato in cambio della promessa di proteggere i figli ed a cui il giovane ambiva per la potente magia racchiusa al suo interno e perché la strega lo ha posseduto per tutta la vita. La Cresta — lo stemma del giglio nero che appare sul corpo di un mago quando questi viene prescelto da un Saggio — di Mithra è incisa tra l'addome e la gamba sinistra, mentre l'Area del Mana — il luogo ideale di un mago, che vi si reca per rinfrescarsi e ritrovare i sensi — del ragazzo è il Lago della Morte, nei pressi della città natale, di notte. Chiretta aveva consigliato a Mithra di fargli visita per recuperare la sua magia qualora l'avesse sentita indebolirsi; egli, che credeva non ne avrebbe avuto bisogno, spera che tornare sul lago possa aiutarlo a dormire. Il suo amuleto, a cui un mago si affida per emulare l'energia dalla propria Area del Mana quando ha trascorso molto tempo lontano da essa, è un calice d'argento, che Akira paragona a qualcosa che una divinità userebbe in un dipinto antico per bere alcolici. Mithra vi raccoglieva l'acqua del Lago della Morte per eseguire diversi incantesimi.

## Relazioni

### Mithra ed Akira
La Guida del Saggio avvertiva Akira di prestare attenzione a Mithra e non avvicinarsi, di non lasciarsi ingannare dall'aspetto ed il modo educato di porsi di quella che in realtà è una bestia. Quando lo vede per la prima volta, nella sala del Castello di Granvelle, il Saggio descrive Mithra come un uomo sorprendentemente bello e grondante di una sensualità naturale, il tipo che fa impazzire le ragazze, con il fisico snello, la figura alta e lo sguardo freddo. Akira non riesce a capire cosa ci sia di tanto bestiale nel mago del Nord fino a quando lo vede addentare una porzione di carne con la goduria ed il sadismo di un animale predatore; sul momento, il Saggio commenta uno spreco di bellezza, ma immediatamente subisce la seduttività anche di quei modi selvaggi. Prova timore e soggezione per la presenza travolgente e la pericolosa sensualità di Mithra, che pure, dopo aver raccontato la sua storia e rivelato di non aver colto volontariamente un'occasione per uccidere Oz in quanto impreparato a congedarsi anche da lui dopo Chiretta, morta una diecina di anni prima, ispira un sentimento di tenerezza nel Saggio, che ha l'impressione di ascoltare un uomo solo. Akira desidera aiutare il mago insonne a dormire; essendo l'unica persona in grado di farlo assopire tenendogli la mano, Mithra arriva a cercare disperatamente il Saggio. Nel nono capitolo di "Un regalo da una città innevata", pure la strega Befana, che, sebbene inizialmente lui non lo ricordi, aveva conosciuto il potente mago tramite Chiretta e nota come sia divenuto più accessibile forse anche grazie ad Akira, supplica il Saggio di aiutare il ragazzo, sostenendo che Mithra sembra molto più bello senza i cerchi sotto gli occhi dovuti all'insonnia. Akira ha dato al giovane uomo, che dorme sempre nella sua stanza, il diminutivo "Mimi", e quando Bradley gli chiede in quale circostanza, Mithra replica che è un segreto, medesima risposta che fornisce dopo che l'altro gli domanda se in realtà gradisca che il Saggio lo chiami con il soprannome di "dormiglione".

### Mithra e Chiretta
Qualcuno sostiene che Chiretta fosse una madre per Mithra, altri credono quest'ultimo l'amante della strega, che eppure aveva finito con lo sposare un umano, scelta non condivisa dal mago, che non comprende la ragione per cui una come quella possa essersi maritata con una persona comune, tra l'altro uomo mediocre. Tuttavia, il giovane del Nord nega tanto che la donna fosse una mamma quanto di esserne stato l'amante, definendo Chiretta semplicemente una spina nel fianco che non riusciva a strappare via. La dice anche maleducata, dopo che Snow e White ricordano che, quando lo ha trovato, la donna voleva fare di Mithra, allora bambino, il suo amante per quanto era bello, ma che in seguito si lamentò della personalità che il mago aveva acquisito crescendo. Con Akira, il ragazzo paragona Chiretta ad un fiore, ma alle volte anche ad una bestia selvaggia, nonché alla primavera. Alla domanda del Saggio se lui e Chiretta fossero amanti, il ragazzo, che smentisce anche la versione che vedrebbe la strega come una madre, risponde che quella somigliava di più ad una maestra, una compagna ed una sorella. E mentre la dice suscettibile e piagnona, loquace e fastidiosa, ricorda che quando non la vedeva pensava a lei e si chiedeva cosa stesse facendo. Davanti a Rutile, Mithra descrive Chiretta come una donna sexy, malvagia e famelica, una terribile ubriaca che usava vestirsi in modo appariscente e chiedergli di continuo se fosse irresistibile.

### Mithra, Rutile e Mitile
Rutile ricorda quando, durante la sua infanzia, la madre, in attesa di Mitile, gli presentò Mithra come un amico, e costui gli promise che avrebbe sempre protetto lui ed il fratellino; la certezza che quel giovane, anche da lontano ed a distanza di anni, stia vegliando su di loro lo rassicura. La festa al Castello di Granvelle diventa per il primogenito di Chiretta la sperata occasione di rivedere il ragazzo, che successivamente avvicina mentre quello sta facendo compere per sfuggire alla noia. Il mago del Nord, però, non è interessato ad approfondire quanto l'altro ha da domandargli. Inoltre, Rutile si ritrova a pagare al posto suo il negoziante, intimorito e rassegnato dinnanzi alle minacce di Mithra. Mentre Mitile è contrariato dall'atteggiamento del giovane proveniente dal Nord e ritiene che il fratello sia troppo gentile, Rutile lo giustifica e mitiga l'animo del più piccolo. Sviluppa, tuttavia, rabbia ed amarezza quando pensa che l'amico della madre abbia fatto del male ad un bambino; incredulo che il ragazzo, seppure appartenente al Nord, possa essere capace di tanta malvagità, vuole ora dimenticarsi di lui, anche se, rimasto solo con Mitile, riusciva ad andare avanti proprio grazie alla consapevolezza di avere Mithra, e nonostante per tutti questi anni abbia conservato con cura sotto il cuscino il potente talismano regalatogli dal giovane, sebbene esso lo inquietasse. Pure dopo aver scoperto che quell'uomo tanto crudele non è il vero Mithra, sopraggiunto invece in sua difesa, Rutile resta deluso sentendo se medesimo e Mitile un peso per l'amico della mamma, tant'è che, prima di ravvedersi e chiedere scusa, gli dice che allora non avrebbe dovuto promettere nulla. Presto anche Mitile, manifestamente ostile ai cattivi ed egoisti maghi del Nord, si affeziona a Mithra, e mentre si lamenta di lui riconosce i suoi lati positivi, che identifica nella bellezza e nell'altezza.

## Mahoutsukai no yakusoku - Promise of wizard (stage play)
Nell'adattamento teatrale di Mahoutsukai no yakusoku - Promise of wizard, Mithra è interpretato da Taiyo Ayukawa. L'attore ha riferito che, nonostante la freddezza del personaggio, lui voleva essere in grado di impersonarlo con naturalezza. Dopo l'assegnazione del ruolo, Ayukawa si è perciò tinto i capelli di rosso, e, attribuendo a Mithra qualche somiglianza con il coccodrillo, è andato allo zoo per osservare la specie e trarne ispirazione.

## Accoglienza
Modello per cosplayer ed oggetto di mercato, Mithra è uno degli uomini anime più desiderati del 2021. Il sito GamerBraves attribuisce sensualità alle occhiaie ed alla perpetua stanchezza del mago del Nord, al quale annota una certa ingenuità ed un carattere inquietante ma attraente. L'opinionista Kamiko Inuyama, grande ammiratrice di Mahoutsukai no yakusoku - Promise of wizard, ha riferito che il suo personaggio preferito del gioco è Mithra, il quale è come una bestia, senza alcuno accanto nell'infanzia in cui lavorava come traghettatore di cadaveri; la giornalista ha ammesso di aver pianto quando ha toccato la solitudine di cui il mago del Nord neppure si è accorto. La rappresentazione di Tsushimi Bunta è grandiosa, ha proseguito Inuyama. Kamiko aveva già dichiarato la sua passione per quel personaggio con i capelli rossi e lo sguardo spensierato: ha conosciuto Mahoutsukai no yakusoku - Promise of wizard grazie ai suoi followers su Twitter e si è fissata su Mithra. Inuyama spiegava che la gente ama "le cose che in realtà non esistono" chiamate personaggi, e la dipendenza da essi è stabilita dalla misura in cui le persone concentrano i loro pensieri sull'argomento; l'opinionista ha rivolto la sua attenzione su Mithra, innalzando sempre di più la sua "statua" di lui. Kamiko aveva, inoltre, commentato circa la necessità di crescita ed il lato misterioso del giovane. Il numero di ottobre 2020 della rivista Animage ha dedicato un servizio speciale al mago di Mahoutsukai no yakusoku - Promise of wizard, approfondendo sul suo fascino, grazie anche all'intervento del doppiatore, Hiroki Takahashi, che precedentemente si era detto affascinato dal connubio tra forza e problematicità del ruolo da lui interpretato. Nel mese di maggio dell'anno successivo, Mithra era sulla copertina di B's LOG, che lo ha intervistato.